# 1309 en Angleterre
Chronologie de l'Angleterre
- 1305
- 1306
- 1307
- 1308
- 1309
- 1310
- 1311
- 1312
- 1313

Cette page concerne l'année 1309 du calendrier julien.

## Naissances en 1309
- 25 mars : Robert de Ferrers, 3e baron Ferrers de Chartley
- 6 décembre : Humphrey de Bohun, 6e comte de Hereford
- Date inconnue : David III Strathbogie, 11e comte d'Atholl

## Décès en 1309
- 4 février : Thomas Cantock, Lord Chancelier d'Irlande
- 8 août : John Lestrange, 1er baron Strange de Knockin
- 24 août : Théobald Ier de Verdun, 1er baron Verdun
- Date inconnue : 
  - John de Havering, militaire et propriétaire terrien
  - Thomas Juvenal, sergent
  - Marguerite de Longue-Épée, 4e comtesse de Salisbury